# تی بون برنت

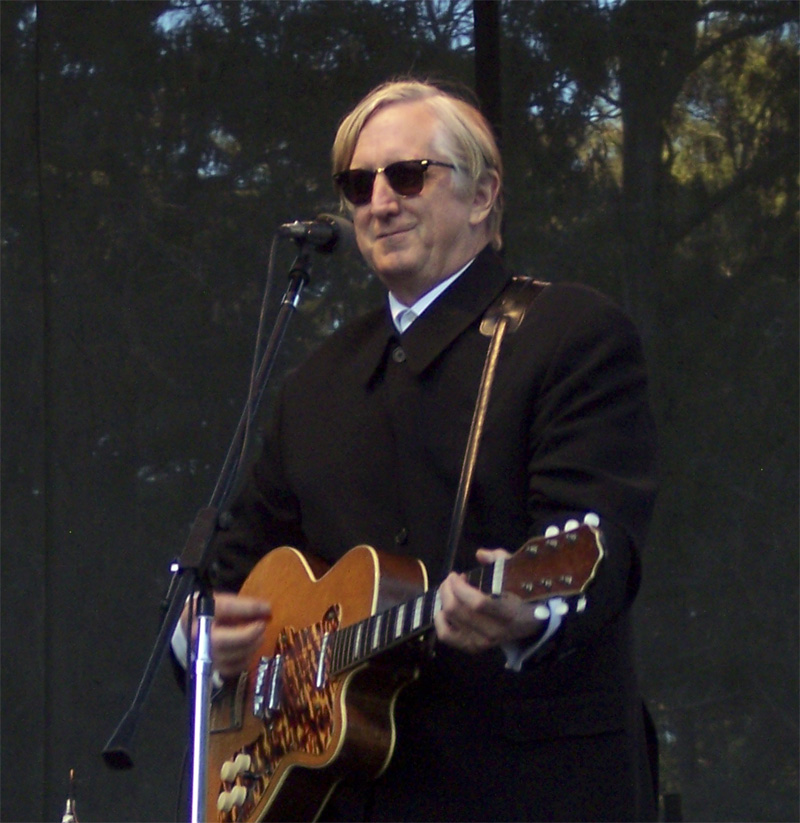

تی بون برنت (متولد: ۱۴ ژانویه ۱۹۴۸) نوازنده و شاعر آمریکایی است. وی در ابتدا به عنوان گیتاریست در یک گروه موسیقی فعالیت می‌نمود که بعد از رفتن به یک تور، به همراه چندی دیگر از دوستانش یک گروه موسیقی را خود تشکیل داده و در ادامه اولین آلوم تک‌نفره خود را اجرا می‌کند.
بخاطر آهنگسازی او در فیلم کوهستان سرد، وی نامزد دریافت جایزه اسکار و برای آهنگش در فیلم دل دیوانه موفق به دریافت جایزه اسکار می‌شود.

## پیوند
- تی بون برنت در بانک اطلاعات اینترنتی فیلم‌ها